# Новоашапское сельское поселение
Новоашапское сельское поселение — упразднённое муниципальное образование, входившее в состав Бардымского муниципального района Пермского края. Административный центр — село Новый Ашап.
Образовано в ноябре 2004 года в результате реформы местного самоуправления. В ноябре 2019 года упразднено путём включения в состав Бардымского муниципального округа.

## Население
По данным переписи 2010 года численность населения составила 519 человек, в том числе 252 мужчины и 267 женщин.
В 2005 году численность населения составляла 675 человек.

## Населённые пункты
| Название     | Тип населённого пункта       | Население, 2010 год | Почтовый индекс | ОКАТО          |
| ------------ | ---------------------------- | ------------------- | --------------- | -------------- |
| Новый Ашап   | село, административный центр | 330                 | 618 165         | 57 204 831 001 |
| Верхний Ашап | деревня                      | 74                  | 618 165         | 57 204 831 002 |
| Никольск     | деревня                      | 46                  | 618 165         | 57 204 831 004 |
| Талканка     | деревня                      | 22                  | 618 165         | 57 204 831 006 |
| Усть-Шлык    | деревня                      | 47                  | 618 165         | 57 204 831 007 |